# Japanse namen
Japanse namen (日本人名) bestaan uit een familienaam, gevolgd door een roepnaam.
Veel voorkomende geslachtsnamen in Japan zijn Kato (加藤), Sato (佐藤) en Suzuki (鈴木)
Veel Japanse geslachtsnamen (maar ook roepnamen) zijn, net als Indiaanse namen, afgeleid van hun omgeving, zoals Yamamoto (山本), dat zoiets als "voet van de berg" betekent.
Japanse namen worden over het algemeen geschreven in kanji, hoewel hiragana of zelfs katakana ook voorkomt.
familienaam · voornaam · antroponymie